# Psilopilum minimum
Psilopilum minimum là một loài rêu trong họ Polytrichaceae. Loài này được (Cardot) G.L. Sm. mô tả khoa học đầu tiên năm 1969.